# Edward Wojtas
Edward Wojtas (1 de março de 1955 — 10 de abril de 2010) foi um político polaco.
Foi uma das vítimas do acidente do Tu-154 da Força Aérea Polonesa.